# Capnia pileata
Capnia pileata är en bäcksländeart som beskrevs av Jewett 1966. Capnia pileata ingår i släktet Capnia och familjen småbäcksländor. Inga underarter finns listade i Catalogue of Life.